# Музей міста Загреба

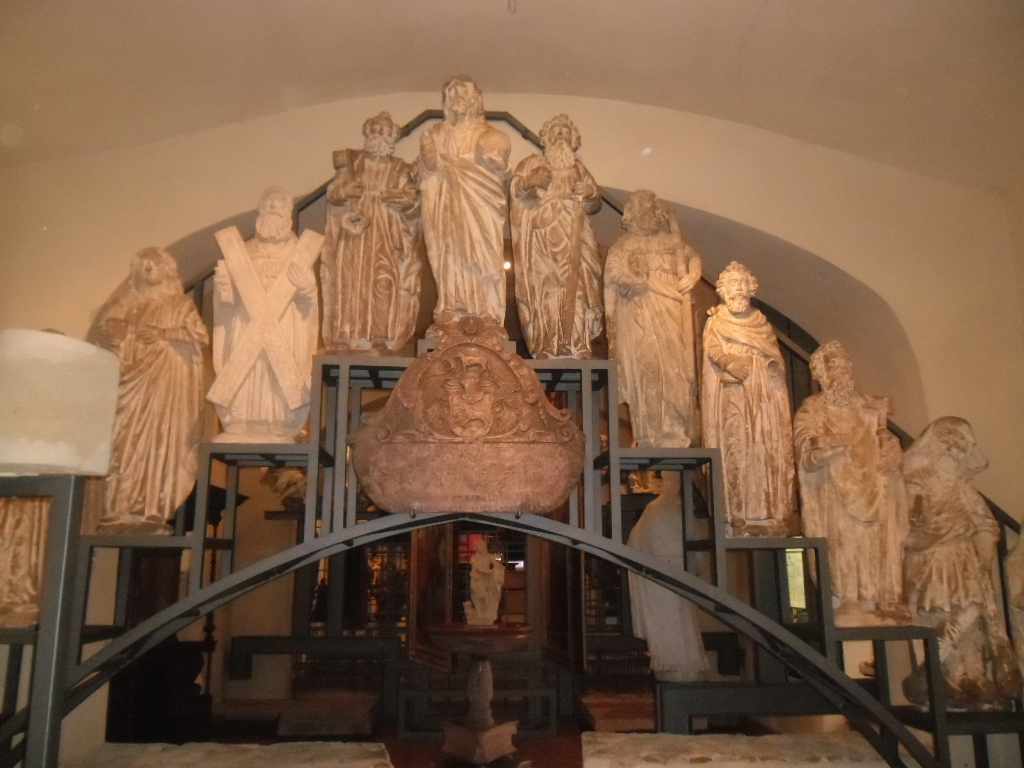
Музей міста Загреба

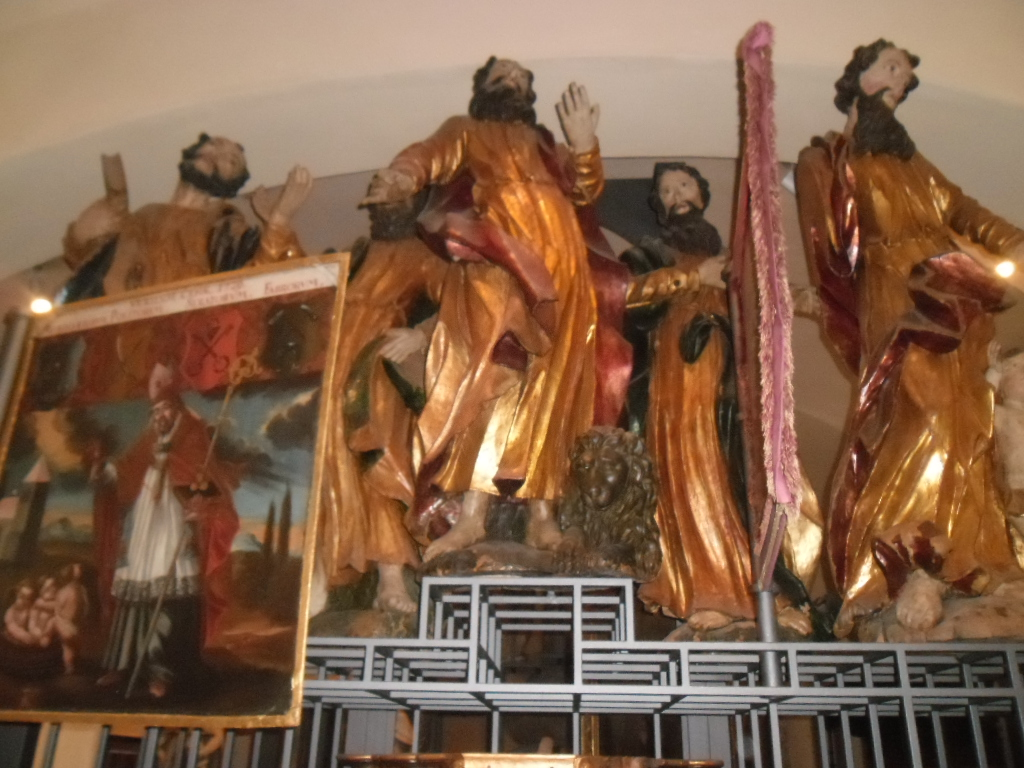
Музей

Музей міста Загреба (хорв. Muzej grada Zagreba; відомий також за абревіатурою MGZ) — міський музей у столиці Хорватії Загребі, присвячений минулому і сучасному, історичним, політичним і культурним подіям і явищам та персоналіям, пов'язаним з містом.

## Розташування і режим роботи
Міститься у ретельно відреставрованому монументальному комплексі (Башта Попова, обсерваторія і млин) колишнього монастиря кларисок, збудованого в 1650 році, і розташований за адресою: вул. Опатичка (Opatička), буд. 20.
Режим роботи (для відвідувачів):
- з вівторка по п'ятницю — з 10.00 до 18.00;
- по суботах — з 11.00 до 19.00;
- по неділях — з 10.00 до 14.00;
- у понеділки закритий.

## З історії та експозиції
Музей міста Загреба був створений у 1907 році культурним товариством «Братство хорватського змія» (хорв. Braca hrvatskoga zmaja).
Музейний заклад своєю достатньо великою експозицією висвітлює віхи культурної, мистецької, економічної та політичної історії Загреба, охоплюючи великий часовий період — від римських знахідок на території міста до загребського сьогодення. Колекції музею становлять близько 75 000 одиниць зберігання, що розташовані в систематичному порядку, розкриваючи як історичний розвиток міста, так і побут загребців на різних історичних етапах, а також життя і творчість яскравих постатей національної історії та культури, пов'язаних з містом.